# رامتین دانش
رامتین دانش (۱۳۵۳ – ۳۰ شهریور ۱۳۸۰) بازیگر اهل ایران بود. 

## زندگی
رامتین دانش دانش‌آموخته مهندسی مکانیک و رئیس تاسیسات بیمارستان ولی عصر قائم‌شهر بود. او به پیشنهاد پدرش از سینما کناره گرفت اما از کودکی به موسیقی دف و تمبک علاقه‌مند بود. رامتین دانش که برای آموزش دادن موسیقی به یک آموزشگاه موسیقی در نوشهر رفت‌وآمد می‌کرد در یکی از این رفت‌وآمدها در محدوده شهرستان نور دچار سانحه تصادف رانندگی شد و درگذشت.

## فیلم‌شناسی
- با من حرف بزن (فیلم کوتاه) (۱۳۶۳)
- خط پایان (۱۳۶۴)
- جاده‌های سرد (۱۳۶۴)
- پدربزرگ (۱۳۶۴)
- تله‌فیلم «پل»[۱] (پخش نشده)
- سرزمین آرزوها (۱۳۶۶)
- عبور از غبار (۱۳۶۸)